# Цветы и деревья
«Цветы и деревья» (англ. Flowers and Trees) — короткометражный мультфильм из серии Silly Symphonies, выпущенный 30 июля 1932 года «Walt Disney Studios» через дистрибьютора United Artists.

## История создания
«Цветы и деревья» — это был первый коммерческий фильм, в котором использован трёхцветный процесс «Техниколор» (англ. Technicolor); до этого все фильмы, создававшиеся по технологиям «Техниколора», снимались только по двухцветным процессам.
«Цветы и деревья» изначально снимались в чёрно-белом варианте, пока Уолт Дисней не просмотрел пробы трёхцветного «Техниколора», отснятые его изобретателем Гербертом Калмусом. Решив, что «Цветы и деревья» будут прекрасным тестом для процесса, Дисней отказался от отснятого чёрно-белого материала, и переделал короткометражку в цвете. В итоге зрители и критики восприняли цветной мультфильм благожелательно, и он выиграл первую премию «Оскар» за лучший анимационный короткометражный фильм.
Мелодии Россини и Шуберта создают в фильме смену настроений. В результате успеха «Цветов и деревьев» все последующие мультфильмы в серии Silly Symphonies снимались в трёхцветном «Техниколор» и улучшенная цветопередача помогла увеличить сборы от проката.
Другая серия мультфильмов про Микки Мауса была сочтена успешной как есть и оставалась чёрно-белой до выхода фильма «Концерт» (англ. The Band Concert).
В 2021 году мультфильм «Цветы и деревья» был признан национальным достоянием США, попав в Национальный реестр фильмов Библиотеки Конгресса.

## Сюжет
В лесу наступает утро. После долгого сна пробуждаются все его обитатели: деревья, цветы, грибы. Молодой Клён влюбляется в Осину и исполняет для неё музыку. Тем временем у него появляется конкурент — злой старый Дуб.
Дуб устраивает пожар в лесу, чтобы забрать любовницу у оппонента, но сам сгорает в огне. Клён пытается своими силами потушить огонь, но бесполезно. Тогда на подмогу подходят птицы и насекомые, они вызывают дождь и тем самым тушат пожар. 
В конце подходит гусеница, сворачивается в кольцо, клён берёт её и делает осине предложение и они женятся.